# Gmina Szumowo
Die Gmina Szumowo ist eine Landgemeinde im Powiat Zambrowski der Woiwodschaft Podlachien in Polen. Ihr Sitz ist das gleichnamige Dorf mit etwa 1080 Einwohnern.

## Gliederung
Zur Landgemeinde Szumowo gehören 19 Dörfer mit einem Schulzenamt:
Głębocz Wielki
Kaczynek
Kalinowo
Krajewo-Budziły
Łętownica
Ostrożne
Paproć Duża
Paproć Mała
Pęchratka Polska
Radwany-Zaorze
Rynołty
Srebrna
Srebrny Borek
Stryjki
Szumowo
Wyszomierz Wielki
Zaręby-Jartuzy
Żabikowo Prywatne
Żabikowo Rządowe
Ein weiterer Ort der Gemeinde ist Mroczki-Stylongi.